# Areologia
Areologia (areo – powierzchnia; logia – nauka) – inżynieria powierzchni, która zajmuje się całokształtem działań naukowych i technicznych, mających na celu konstruowanie, wytwarzanie, badanie i stosowanie warstw powierzchniowych, a więc – zgodnie z obowiązującymi Polskimi Normami – warstw wierzchnich, powłok o innych, lepszych niż rdzeń (dla warstw wierzchnich) lub podłoże (dla powłok) właściwościach, głównie: antyściernych, antyzmęczeniowych, antykorozyjnych i dekoracyjnych.